# 文峰街道 (南充市)
文峰街道，是中华人民共和国四川省南充市嘉陵区下辖的一个乡镇级行政单位。
文峰街道位于南充市嘉陵区城南，是南充经济开发区。东临都京街道，南连河西乡，西接曲水镇，北靠凤垭街道。街道办事处驻文正街。

## 行政区划
文峰街道现辖以下地区：
党家寺社区、二龙社区、观音堂社区、联工社区、南海社区、射洪庙社区、渭钟沱社区、乌木桥社区、耀目坝社区。